# Ніч живих мерців (фільм, 1990)
«Ніч живих мерців» (англ. Night of the Living Dead) — американський фільм жахів 1990 року. Ремейк фільму «Ніч живих мерців» (1968).

## Сюжет
Барбара і Джонні вирушають на кладовище відвідати могилу своєї матері. Брат лякає сестру розповідями про мерців, але несподівано на нього нападає дуже дивна людина. Він невдало падає і розбиває голову. Барбара в жаху кидається бігти і ховається у фермерському будинку. Через якийсь час до нього під'їжджає чорношкірий чоловік, в бензобаку машини якого скінчився бензин. Вони вирішують залишитися в будинку і готуватися до оборони від живих мерців.

## У ролях
| Актор           | Роль        |
| --------------- | ----------- |
| Тоні Тодд       | Бен         |
| Патріша Теллман | Барбара     |
| Том Таулз       | Гаррі Купер |
| МакКі Андерсон  | Гелен Купер |
| Вільям Батлер   | Том         |
| Кеті Фіннеран   | Джуді Роуз  |
| Білл Моуслі     | Джонні      |
| Хізер Мазур     | Сара Купер  |
| Девід В. Батлер | Хондо       |
| Захарі Мотт     | Бульдог     |